# San Lorenzo de Tarapacá
San Lorenzo de Tarapacá, aussi appelé simplement Tarapacá, est une ville chilienne située dans la région de Tarapacá et dans la province du Tamarugal.

## Histoire
La ville est probablement habitée depuis le XIIe siècle, lorsqu'elle faisait partie du chemin de l'Inca. Quand le conquistador Diego de Almagro a atteint le village en 1536, il était déjà occupé par des locaux. Après avoir été conquis par les Espagnols, le village est intégré à la vice-royauté du Pérou, puis à l'État péruvien. Tarapacá a été le lieu de la bataille du même nom pendant la guerre du Pacifique en novembre 1897. Malgré la victoire péruvienne, les troupes situés dans la zone ont été déplacées à Arica, en direction de Tacna, ce qui a permis à l'armée chilienne de récupérer la zone. Le village est finalement accordé au Chili par le traité d'Ancón,,. La guerre a eu un effet négatif sur la population du village, les réfugiés péruviens qui habitaient auparavant le village étant envoyés par le gouvernement péruvien dans la région de Loreto afin de repeupler la région. Les endroits dans lesquels ils ont été déplacés étaient Tarapacá et Puerto Arica, au nord de l'Amazonas. Cependant, après le traité Salomón–Lozano, le territoire est cédé à la Colombie, les nouveaux habitants déménageant au sud vers la province de Maynas, près du Río Napo, créant deux nouvelles villes dénommées Puerto Arica et Tarapacá.
Le territoire, riche en salpêtre, a permis le développement de cette industrie, et a été d'une telle importance que, dans les années 1920, la province est devenue un espace de déplacement constant de populations avec l'arrivée d'étrangers, principalement du Pérou, de Bolivie, d'Angleterre, d'Allemagne, d'Espagne mais aussi de Croates de Yougoslavie, ce qui a permis d'augmenter la population de la ville et de celles aux alentours, passant d'environ 54 000 habitants en 1885 à plus de 115 000 en 1920. La fin de l'exploitation de salpêtre a fait chuter drastiquement le nombre d'habitants. Les biens étaient importés du centre du Chili et des pays frontaliers, mais aussi d'Europe, d'Amérique du Nord et d'Asie.
En raison de son importance historique, de son architecture et de son héritage archéologique, la ville a été déclarée Zona Típica par le gouvernement chilien en 1973.

## Personnalités liées à la commune
- Antonio Gutiérrez de la Fuente, leader militaire et président du Pérou du 7 juin au 1er septembre 1829[7].
- Ramón Castilla, président de la République du Pérou de 1845 à 1862[2].
- Bautista van Schouwen (en), marxiste chilien, l'un des fondateurs du Mouvement de la gauche révolutionnaire[8].